# Считалка
Счита́лки — жанр детского фольклора. Как правило, это небольшие стихотворные тексты с чёткой рифмо-ритмической структурой в шутливой форме, предназначенные для случайного избрания (обычно одного) участника из множества. Неслучайным выбором (классификацией) может быть самая простая считалка типа «на первый, второй», результатом которой является разделение первоначального множества объектов на два.

## История
Распространено мнение, что считалки являются прикладным литературным жанром, так как они имеют практическую жизненную задачу, помогая распределять работу.

## Известные считалки
Вышел месяц из тумана,

Вынул ножик из кармана,

Буду резать, буду бить,

Всё равно тебе водить.
Эники, беники ели вареники,

Эники, беники съели вареники,

Эники, беники, хоп!

Вышел зелёный сироп.

Эни, бени, рики, таки,

Турба, урба, синтибряки,

Эус, бэус, краснобэус, Бац!
На златом крыльце сидели:

Царь, царевич,

Король, королевич,

Сапожник, портной.

Кто ты будешь такой?

Говори поскорей —

Не задерживай добрых и честных людей!
Шла машина тёмным лесом —

За каким-то интересом.

Инти-инти-интерес —

Выходи на букву «с»!